# 副腎皮質刺激ホルモン放出ホルモン
副腎皮質刺激ホルモン放出ホルモン（ふくじんひしつしげき—ほうしゅつ—、corticotropin-releasing hormone, CRH）とは、ヒトのストレス反応に関するペプチドホルモンの一つ。Corticotropin-releasing factor (CRF, 副腎皮質刺激ホルモン放出因子)と呼ばれることもある。主な機能は、副腎皮質刺激ホルモン (ACTH) の分泌を促進させることである。ストレスに反応して視床下部（PVN）から分泌され、視床下部の底部にある正中隆起の血管網に放出され、下垂体門脈を通って下垂体前葉に到達する。
下垂体が視床下部によって調節されている可能性は、1950年代に Geoffrey W. Harris によって提唱されていた。視床下部から分離され、培養状態に置かれた前葉細胞は副腎皮質刺激能が低下するが、これは視床下部抽出物により回復する。ロジェ・ギルマンは、甲状腺刺激ホルモン放出ホルモンの抽出の前に、最初この因子の抽出を試みたが、1955年から7年もかけて数十万頭にも及ぶ家畜の脳を用いても果たせなかった。1981年になってWylie W. Valeらがヒツジの視床下部から単離して構造を決定した。ヒトおよびラットのCRHはアミノ酸配列が同じで、いずれも41アミノ酸残基から成り、C末端はアミド構造であることが知られている。
CRHの産生にはアルツハイマー病や大うつ病との関連が観察されており、常染色体劣性遺伝病に起因する視床下部コルチコトロピン欠損症は、低血糖症など複数の致命的な代謝的影響を及ぼしうる。

## ホルモン作用
CRHは、短期的には食欲を抑制し、不安の主観的感情を増大させ、注意力を高めるといった機能をもたらす。CRHの遠位的な作用は、コルチゾール作用を介した免疫抑制であるが、しかし多発性硬化症の研究において、一方でCRH自体は実際には炎症を増強しうると言われている。

## 精神薬理学
CRH-1受容体拮抗薬であるPexacerfontは、現在全般性不安障害の治療薬として研究中である。もうひとつのCRH-1受容体拮抗薬のantalarminは、動物実験にて不安、うつ病などの治療研究中であるが、ヒトでの臨床試験はなされていない。
また自殺した人の脳脊髄液には、異常に高いレベルのCRHが見られる。
最近の研究では、CRH-1受容体の活性化はアルコール摂取に伴う多幸感と関連しているとされている。ファイザー社が開発したCRH-1受容体拮抗薬CP-154,526は、アルコール依存症治療の可能性が検討されている。

## 相互作用
CRHは、その受容体である副腎皮質刺激ホルモン放出ホルモン受容体-1（CRFR1）、副腎皮質刺激ホルモン放出ホルモン受容体受容体-2（CRFR2）と相互作用して、その作用を誘導することが知られている 。
CRFをげっ歯類の視床下部室傍核（PVN）に注射すると、CRFR-1の発現が増加され、その増加によって抑うつ様行動を引き起こす 。